# Desa Jambu (administrativ by i Indonesien, Jawa Timur, lat -7,08, long 112,78)
Desa Jambu är en administrativ by i Indonesien.   Den ligger i provinsen Jawa Timur, i den västra delen av landet, 700 km öster om huvudstaden Jakarta. Desa Jambu ligger på ön Madura.